# Protaetia speciosa
Protaetia speciosa es una especie de escarabajo del género Protaetia, familia Scarabaeidae. Fue descrita científicamente por Adams en 1817.
Especie nativa de la región paleártica. Habita en Turquía, Transcaucasia, Irán y Kurdistán.